# Ioana Doagă
Ioana Doagă (ur. 5 kwietnia 1992) – rumuńska lekkoatletka specjalizująca się w biegach średnich.
Na międzynarodowej arenie zadebiutowała w roku 2008 w Bydgoszczy zajmując jedenaste miejsce w biegu na 1500 metrów na mistrzostwach świata juniorów. W 2009 roku podczas mistrzostw świata juniorów młodszych odpadała w półfinale biegu na 800 metrów oraz zajmując siódmą lokatę w biegu na 1500 metrów, a na olimpijskim festiwalu młodzieży Europy zdobyła złoto na 800 i srebro na 1500 metrów. Piąta zawodniczka biegu na 1500 metrów z mistrzostw świata juniorów w Moncton (2010). Zimą 2011 podczas halowych mistrzostw Europy odpadała w eliminacjach biegu na 1500 metrów jednak czasem 4:12,26 ustanowiła halowy rekord Europy juniorek na tym dystansie. Brązowa medalistka juniorskich mistrzostw Starego Kontynentu z Tallinna w biegu na 1500 metrów (2011). Srebrna medalistka halowych mistrzostw krajów bałkańskich w biegu na 1500 metrów z 2012 roku. Stawała na podium mistrzostw Rumunii. 
Dwukrotnie (w 2010 i 2011) uczestniczyła w mistrzostwach Europy w biegach przełajowych zdobywając dwa medale w rywalizacji juniorskiej. 

## Rekordy życiowe
- bieg na 800 metrów – 2:04,12 (30 czerwca 2011, Bukareszt)
- bieg na 800 metrów (hala) – 2:05,05 (4 lutego 2012, Bukareszt)
- bieg na 1500 metrów (stadion) – 4:12,98 (23 lipca 2010, Moncton)
- bieg na 1500 metrów (hala) – 4:10,84 (18 lutego 2012, Stambuł), 4 marca 2011 ustanowiła wynikiem 4:12,26 halowy rekord Europy juniorów na tym dystansie